# 瓦伯河
52°17′44.2″N 10°33′4.7″E / 52.295611°N 10.551306°E

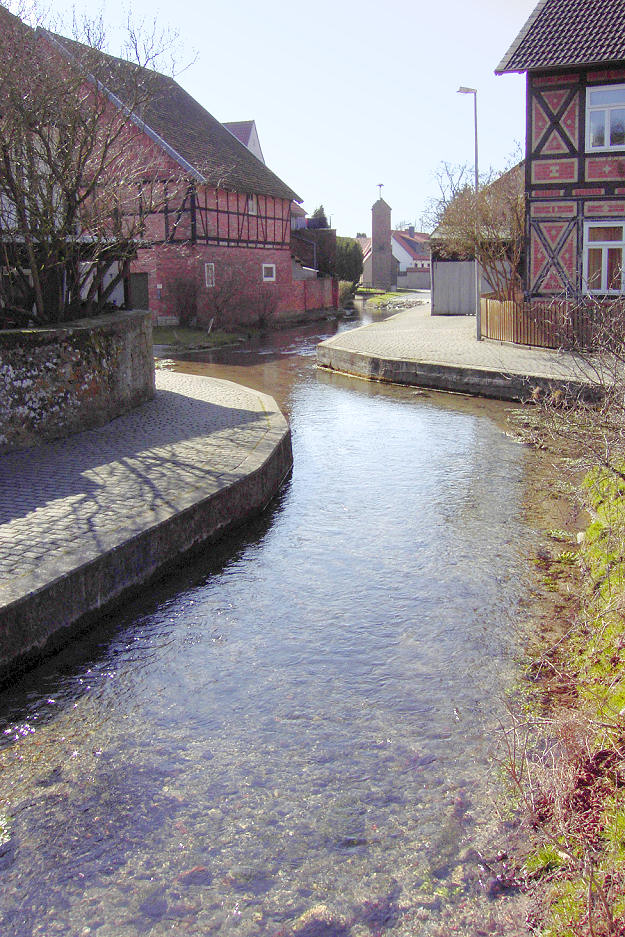
瓦伯河

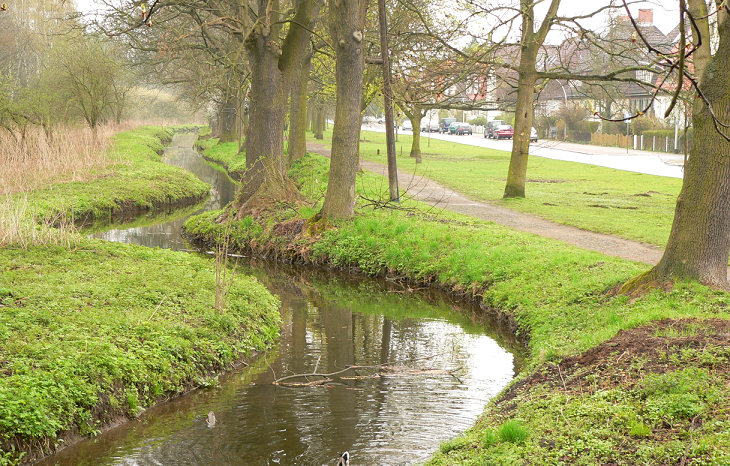
瓦伯河

瓦伯河（德語：Wabe），是德國的河流，位於該國西北部，由下薩克森州負責管轄，屬於順特河的左支流，河道全長26.5公里，流域面積105平方公里，河口處在不倫瑞克東北面。

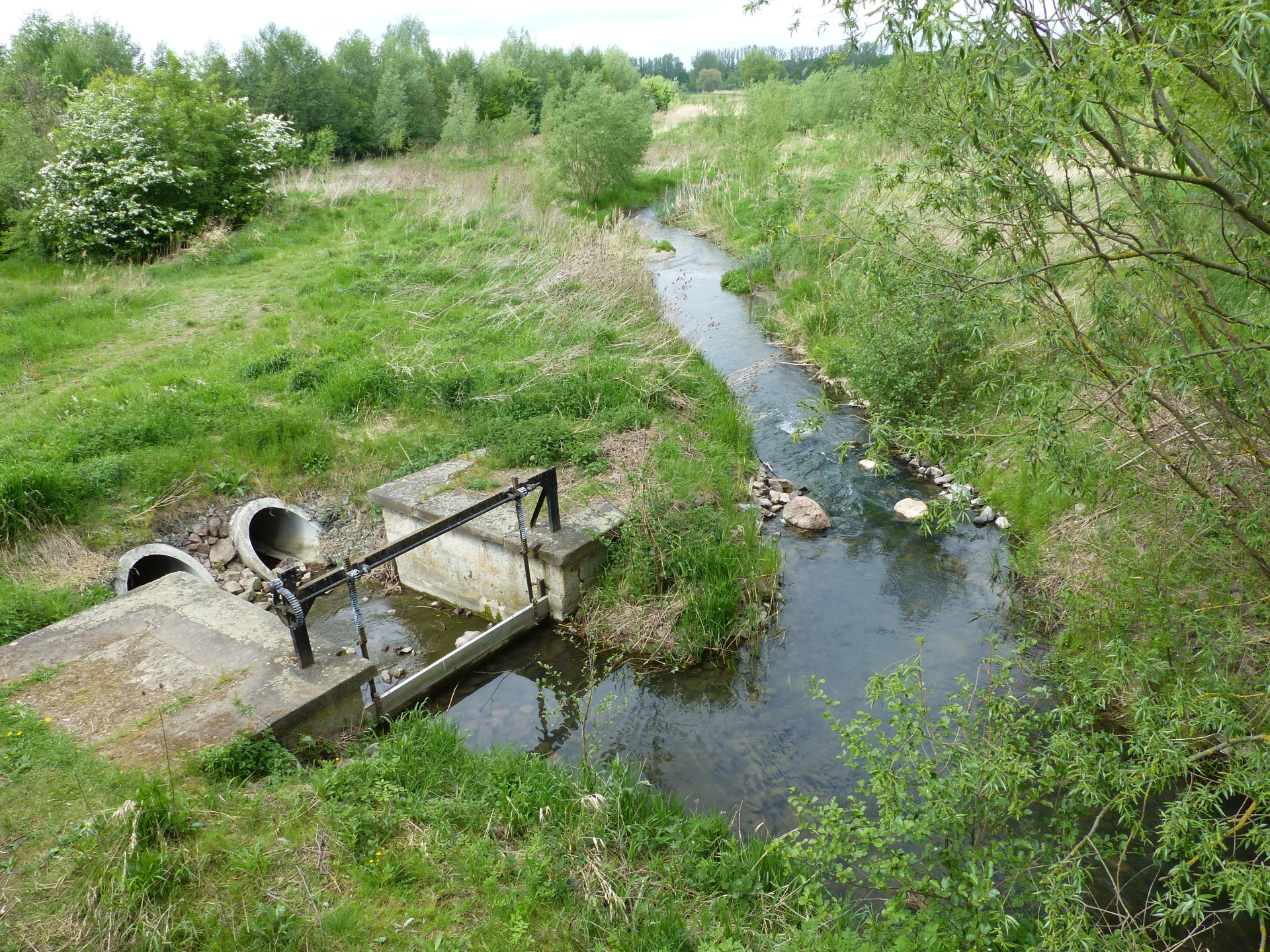
河景